# Úber Cuero Muñoz
Úber Euclides Cuero Muñoz (9 de septiembre de 1994), es un luchador colombiano de lucha libre. Compitió en el Campeonato Mundial de 2015 donde logró la 31.ª posición. Obtuvo una medalla de plata en los Juegos Bolivarianos de 2013. Dos veces subió al podio del Campeonatos Panamericanos, consiguiendo la medalla de plata en 2016. Vicecampeón Sudamericano de 2013.
Su hermano Jaír Cuero Muñoz y hermana Aidé Cuero Muñoz también compitieron como luchadores.